# کورن (روستا)
کورن (به بلغاری: Koren) یک منطقهٔ مسکونی در بلغارستان است که در شهرستان هاسکوفو واقع شده‌است.